# Positronium

Un électron et positron en orbite autour de leur centre commun, le centre de masse. C'est un état fondamental appelé le positronium.

Le positronium, noté Ps ou e+e−, est un système quasi stable constitué d'un positron et d'un électron formant ensemble un atome exotique.

## Propriétés
Son ensemble de niveaux d'énergie est similaire à celui de l'atome d'hydrogène, constitué d'un électron et d'un proton (voir hydrogénoïde). Cependant, à cause de sa masse considérablement réduite, les fréquences associées aux raies spectrales sont moins de la moitié de celles des raies correspondantes de l'hydrogène. La demi-vie du positronium est tout au plus d'environ 100 nanosecondes, son existence se terminant avec une annihilation électron-positron.

## États quantiques: l'orthopositronium et le parapositronium
Le positronium, comme l'hydrogène, existe en différentes configurations. Son état fondamental peut être un singulet de spins antiparallèles (s=0 et m=0) désigné sous le nom de parapositronium, noté p-Ps. L'autre cas est un triplet de spins parallèles (s=1 et m=-1, 0 ou 1) désigné sous le nom d'orthopositronium, noté o-Ps. Le positronium fut modélisé par une combinaison particulière d'équations de Dirac. Cette équation pour deux particules Dirac avec seulement une interaction mutuelle de Coulomb peut être exactement séparée dans le centre de la quantité de mouvement (relativiste) et l'énergie de l'état fondamentale obtenue par les calculs très précis avec la méthode des éléments finis de Janine Shertzer. Leurs résultats montrent l'existence d'états anormaux,. On note que l'équation de Dirac dont  le hamiltonien est composé de deux particules Dirac et un potentiel de Coulomb statique n'a pas la propriété d'invariance relativiste.  Par contre si on ajoute des termes d'ordre 1/c2n (ou α2n, ou α est la constante de structure fine), avec n = 1,2…, le hamiltonien devient invariant au point de vue relativiste.  Seul le terme dominant fut inclus dans les calculs de J. Shertzer. La contribution d'ordre α2 est le terme de Breit. Les scientifiques explorent rarement au-delà du terme de Breit c'est-à-dire de l'ordre α4, puisque l'ordre α3 implique le décalage de Lamb, qui exige le traitement de l'électrodynamique quantique.

## Composés

### Molécule de dipositronium
Le dipositronium, noté Ps2 ou (e+e−)2, a été décrit pour la première fois en 1946.
En 2007, des physiciens de l'Université de Californie ont annoncé avoir créé une molécule de dipositronium. Elle est donc composée de deux positrons et de deux électrons. Cette molécule a été créée en envoyant un flux de positrons, auparavant piégés, sur une couche mince de silice poreuse. La durée de vie du dipositronium est de l'ordre de la nanoseconde ce qui fait de lui une molécule très instable. Il se désintègre en émettant un rayonnement gamma. Ce phénomène pourrait être utilisé pour mettre au point de futurs lasers à rayons gamma, qui seraient beaucoup plus énergétiques que les lasers optiques actuels.

### Anion positronium
L'anion positronium est constitué d'un positron et de deux électrons : Ps− = e+e−e−. Il est l'analogue pour l'atome de positronium (Ps) de l'anion hydrure (ou anion hydrogène, H−) pour l'atome d'hydrogène (H).
On notera que l'équivalent, pour le positronium, de ce qu'est le cation hydrogène, ou hydron, noté H+, pour l'hydrogène, est un positron seul : Ps+ = e+.

### Molécule d'hydrure de positronium
L'hydrure de positronium est une molécule constituée d'un atome d'hydrogène et d'un atome de positronium. Sa formule chimique est donc HPs, PsH ou e+H−.
En particulier, le proture de positronium est la molécule constituée d'un atome de protium (hydrogène 1) et d'un atome de positronium. Sa formule chimique est 1HPs, Ps1H ou p+e−e+e−.